# Léonora Miano
Léonora Miano (Duala, 12 de março de 1973) é uma escritora franco-camaronesa.

## Biografia
Nascida em Camarões, escreveu suas primeiras poesias aos oito anos de idade. Em 1991, mudou-se para a França, estudando literatura americana em Valenciennes e Nanterre. Publicou, em 2005, seu primeiro romance, L'intérieur de la nuit, que lhe valeu uma série de prêmios. O livro, sobre uma jovem africana que volta à terra natal (um país imaginário chamado Mboasu) depois de estudar na França, já traz os temas que marcariam o resto da sua obra: a consciência negra e a diáspora africana.
Naturalizou-se francesa, em 2008. Fundou, em 2010, a ONG Mahogany, dedicada a projetos sobre a diáspora.
Em 2013, tornou-se a primeira autora de origem africana a vencer o Prêmio Femina, por seu romance La saison de l'ombre.

## Obras
- 2019 -  Rouge impératrice (romance) - Léonora Miano Grasset
- 2017 - Marianne et le garçon noir - Pauvert, 2017
- 2017 - Crépuscule du tourment- Volume 2- Héritage - Grasset
- 2016 -  L'Impératif transgressif - L'Arche
- 2015 - Red in blue trilogie (romance) -  Arche éditeur 2015
- 2013 - La saison de l'ombre (romance) - Grasset, 2013 - Prêmio Fémina 2013 e Grand Prix du Roman Métis 2013
- 2012 - Habiter la frontière (conferências) - L'Arche Editeur
- 2012 - Ecrits pour la parole (teatro) - L'Arche Editeur - Prêmio Seligmann contra o racismo 2012
- 2011 - Ces âmes chagrines (romance) - Plon
- 2010 - Blues pour Elise (romance) - Plon
- 2009 - Les aubes écarlates (romance) - Plon - Troféu das artes afro-caribenhas 2010
- 2009 - Soulfood équatoriale (contos) - Nil - Prêmio Eugénie Brazier 2009
- 2008 - Tels des astres éteints (romance) - Plon
- 2008 - Afropean soul (contos) - Flammarion
- 2006 - Contours du jour qui vient (romance) - Plon - Prêmio Goncourt 2006, Prix de l'Excellence camerounaise 2007
- 2005 - L'intérieur de la nuit (romance) - Plon - Prêmio Louis Guilloux 2006, Prêmio René Fallet 2006, Prêmio Montalembert 2006, Prêmio Grinzane Cavour 2008